# Santa Cecilia (Sucumbíos)
Santa Cecilia ist eine Ortschaft und eine Parroquia rural („ländliches Kirchspiel“) im Kanton Lago Agrio der ecuadorianischen Provinz Sucumbíos. Die Parroquia besitzt eine Fläche von 244,08 km². Die Einwohnerzahl lag beim Zensus im Jahr 2010 bei 6292.

## Lage
Die Parroquia Santa Cecilia liegt im Amazonastiefland westlich der Provinzhauptstadt Nueva Loja. Der Río Aguarico durchquert das Gebiet in östlicher Richtung. Im Süden wird das Areal vom Río Pusino, ein kleiner rechter Nebenfluss des Río Aguarico, begrenzt. Das Gebiet nördlich des Río Aguarico wird über den Río Aguas Blancas Grande nach Nordosten zum Río San Miguel entwässert. Der 315 m hoch gelegene Hauptort Santa Cecilia befindet sich nördlich des Río Aguarico an der Fernstraße E19 (Lumbaquí–Nuevo Loja) 11 km westlich der Provinzhauptstadt Nueva Loja.
Die Parroquia Santa Cecilia grenzt im Norden und im Osten an die Parroquia Nueva Loja, im Süden an die Parroqia El Eno sowie im Westen an die Parroquias El Dorado de Cascales (Kanton Cascales) und Jambelí. 

## Geschichte
Die Parroquia wurde zweimal gegründet: am 1. Juli 1967 (Registro Oficial N° 138) und am 26. September 1993 (Registro Oficial N° 534). Das Gebiet wurde von zwei Gruppen besiedelt: von Indigenen der Los Napo Kichwa sowie von Siedlern (colonos).